# Thomas Sebright, IV baronetto
Sir Thomas Sebright (11 maggio 1692 – 12 aprile 1736) è stato un politico inglese.
Sebright nacque l'11 maggio 1692, figlio maggiore di Sir Edward Sebright, 3° Baronetto di Besford, Worcestershire e di sua moglie Anne Saunders, figlia e coerede di Thomas Saunders di Beechwood, Hertfordshire. Successe al padre nel titolo di baronetto a partire dal 15 dicembre 1702, dopo la sua morte. Il 3 giugno 1705 si iscrisse al Jesus College di Oxford per completare gli studi.
Nel novembre 1718 sposò Henrietta Dashwood, figlia di Sir Samuel Dashwood, il sindaco di Londra. Sebright aveva ereditato da sua madre la tenuta di Beechwood nell'Hertfordshire. Fu eletto membro del Parlamento dell'Hertfordshire alle elezioni generali del 1715. Venne poi rieletto alle elezioni successive del 1722, 1727 e del 1734. Sebright morì il 12 aprile 1736. Era un notevole collezionista di libri. Lasciò al mondo due figli, il maggiore dei quali ereditò il titolo di baronetto.